# Alexandra Jungo
Alexandra Jungo (* 1964) ist eine Schweizer Rechtswissenschaftlerin.

## Leben
Sie erwarb 1989 das Lizentiat der Rechte, 1993 die Promotion zur Dr. iur. und 1998 die venia legendi im Privatrecht und im Sozialversicherungsrecht. Seit 1997 ist sie Professorin für Zivilrecht an der Universität Freiburg i. Üe.

## Schriften (Auswahl)
- Haftpflicht und Sozialversicherung. Begriffe, Wertungen und Schadenausgleich. Freiburg im Üechtland 1998, ISBN 3-7278-1177-3.
- Tafeln und Fälle zum Erbrecht. Unter Berücksichtigung des Ehegüterrechts und des Partnerschaftsgestzes. Zürich 2017, ISBN 3-7255-7553-3.
- mit Christiana Fountoulakis: Entretien de l’enfant et prévoyance professionnelle. Zürich 2018, ISBN 3-7255-8693-4.
- Art. 8 ZGB. Beweislast. Zürich 2018, ISBN 978-3-7255-7272-4.